# Spiraxidae
Spiraxidae ist der Name einer Familie von Schnecken aus der Unterordnung der Landlungenschnecken (Stylommatophora), die in Mittelamerika, Südamerika und in Teilen Nordamerikas verbreitet sind. Lediglich die fünf Arten der Gattung Poiretia sind im Mittelmeerraum anzutreffen. Es handelt sich um räuberische Schnecken, die sich vor allem von anderen Schnecken ernähren. Es gibt ungefähr 260 beschriebene Arten in 18 Gattungen.

## Merkmale
Die Spiraxidae haben kleine bis große, meist eiförmige bis länglich eiförmige Gehäuse. Die Radulazähne sind ein- oder zweispitzig. Der Fuß ist lang und hinten zugespitzt mit einer ausgeprägten unteren Grube. Sie haben einen recht tiefen aber dünnen Mantelkragen sowie nur kleine rechte, vordere, hintere und linke Mantellappen. Die Lungenwand ist länglich. Die Hauptvene ist oft von Muskelbändern begrenzt. Die bei kleinen Arten relativ große anale Manteldrüse erstreckt sich zwischen dem Hinterdarm und Harnleiter. Die Zwitterdüse (Ovotestis) ist etwa eine Windung lang und in die Mitteldarmdrüse eingebettet, etwa eine halbe Windung über dem Magen. Der Gonodukt schwillt deutlich an, wenn er mit Sperma gefüllt ist. Die Prostata ist vollständig vom Uterus getrennt. Das freie Vas deferens ist recht schwer und muskulös, ober ohne Erweiterung. Der Penis hat keine Anhängsel. Der Retractor setzt hoch am Diaphragma und auf oder neben der Penisspitze an. Die Vorhoföffnung ist unter der Basis des rechten Augenfühlers.

## Vorkommen und Lebensweise
Die Spiraxidae leben in tropischen und subtropischen Regionen Nordamerikas, Mittelamerikas einschließlich der Karibik und Südamerikas vom Südosten der Vereinigten Staaten bis nach Brasilien und Peru, wobei der weitaus größte Artenreichtum in Mittelamerika anzutreffen ist. Die Rosige Wolfsschnecke ist darüber hinaus als invasive Art in weiten Teilen Ozeaniens anzutreffen. Eine Ausnahme in der Familie hinsichtlich der Verbreitung bilden die fünf Arten der Gattung Poiretia in Südeuropa und Nordafrika.
Die Spiraxidae leben räuberisch unter anderem von anderen Schnecken. Die Beute wird meist mit der Radula ergriffen und verschlungen; Gehäuseschnecken werden auf diesem Weg aus dem Gehäuse gezogen. Schnecken der Gattung Poiretia ätzen dagegen mit säurehaltigem Sekret des Fußes Löcher ins Gehäuse der Beute.

## Systematik
Das Taxon wurde 1939 von Baker als Unterfamilie Spiraxinae innerhalb der Familie Oleacinidae vorgeschlagen und 1962 vom selben Autor auf der Grundlage anatomischer Merkmale als eigene Familie Spiraxidae aus den Oleacinidae herausgenommen.
Nach der inzwischen revidierten Taxonomie der Gastropoda nach Bouchet und Rocroi (2005) gehören zu den Spiraxidae die beiden Unterfamilien Spiraxinae H. B. Baker, 1939 und Micromeninae Schileyko, 2000.
Nach der Systematik von Thompson (2010) hat die Familie 3 Unterfamilien. Die zuvor zu den Oleacinidae zählenden Euglandininae werden hiernach zu den Spiraxidae gezählt. Die Spiraxinae (Baker 1939) haben kleine, dünne, meist durchscheinende Gehäuse. Die Radulazähne sind zweispitzig. Die Gehäuse der Euglandininae (Baker 1941) sind meist mittelgroß bis groß und eiförmig bis länglich eiförmig. Die Radulazähne sind einspitzig. Die Streptostylinae (Baker 1941) haben kleine bis mittelgroße, eiförmige bis länglich eiförmige Gehäuse. Die Radulazähne sind einspitzig.
Zur Unterfamilie Spiraxinae Baker 1939 werden sieben Gattungen gezählt:
- Mayaxis Thompson, 1995
- Micromena H. B. Baker, 1939 - this was the type genus of the subfamily Micromeninae
- Miraradula Baker, 1939
- Pseudosubulina Strebel & Pfeffer, 1882
- Rectaxis Baker, 1926
- Spiraxis C. B. Adams, 1850
- Volutaxis Strebel & Pfeffer, 1882

Zur Unterfamilie Euglandininae Baker 1941 werden sechs Gattungen gezählt:
- Euglandina Crosse & P. Fischer, 1870
  - Rosige Wolfsschnecke (Euglandina rosea (Férussac, 1821))
- Guillarmodia H. B. Baker, 1941
- Pittieria von Martens, 1901
- Poiretia Fischer, 1883
  - Poiretia algira (Bruguière, 1792)
  - Dalmatinische Raubschnecke (Poiretia cornea (Brumati, 1838))
  - Poiretia compressa (Mousson 1859)
  - Poiretia delesserti (Bourguignat 1852)
  - Poiretia dilatata (Philippi 1836)
- Varicoglandina Pilsbry, 1908
- Varicoturris Pilsbry, 1907

Zur Unterfamilie Streptostylinae Baker 1941 werden fünf Gattungen gezählt:
- Myxastyla Thompson, 1995
- Oryzosoma Pilsbry, 1891
- Salasiella Strebel, 1877
- Strebelia Crosse & Fischer, 1868
- Streptostyla Shuttleworth, 1852